# Zavoljsk
Zavoljsk (en rus Заволжск, literalment 'de Transvolga') és una ciutat de l'óblast d'Ivànovo (Rússia). Es troba a la vora esquerra del Volga, davant la ciutat de Kíneixma, que es troba a l'altra riba. L'altra ciutat més propera és Kostromà, a 200 km i Ivànovo a 113 km al sud-oest. El 2010 tenia 11.068 habitants.

## Història
A mitjan segle xix foren construïdes tot de fàbriques tèxtils on ara es troba la ciutat, i el 1871 una fàbrica química d'àcid sulfúric, una de les primeres a construir-se a Rússia. El 1934 diversos pobles van unir-se per formar Zavolje, que va accedir a l'estatus de ciutat el 4 d'octubre de 1954 amb el nom de Zavoljsk. El 1968 Zavoljsk va esdevenir centre administratiu d'un raion.

## Demografia
| 1939   | 1959   | 1970   | 1979   | 1989   | 2002   | 2008   |
| ------ | ------ | ------ | ------ | ------ | ------ | ------ |
| 12 100 | 15 500 | 16 700 | 17 000 | 16 530 | 13 455 | 11 562 |

## Llocs d'interès
A Zavoljsk hi ha l'església de l'Epifania del 1779. Molt a prop, al poble de Bredikhino, es troba l'antiga casa de l'astrònom Fiódor Bredikhin. El museu que li va ser dedicat va cremar-se en un incendi el 1994.
Al poble de Vozdvijénie, a 15 km, es troba l'església Krestovozdivijénskaia del 1790.

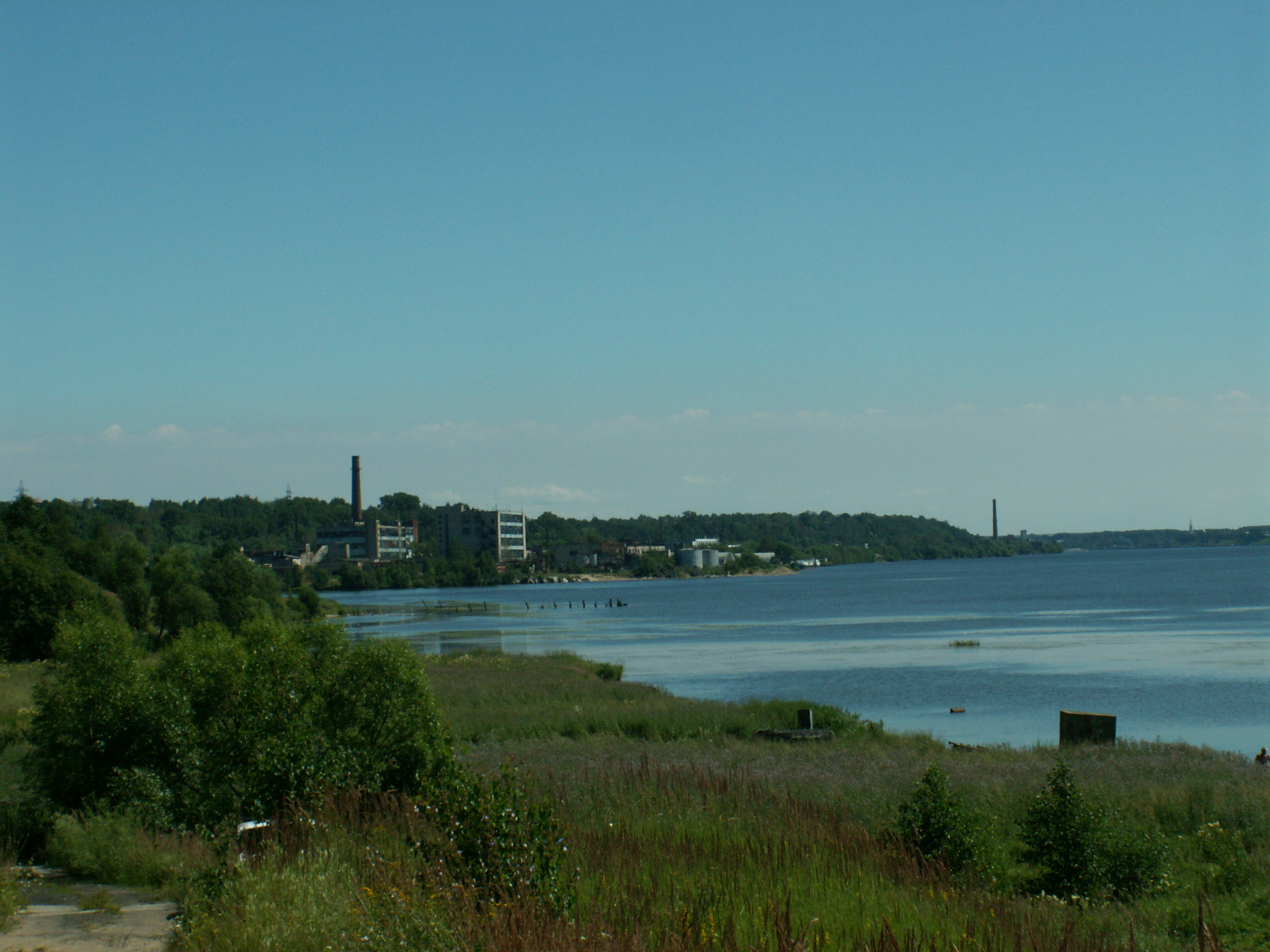
El Volga a l'alçada de Zavoljsk, vista de la fàbrica química.

## Economia i transports
La principal companyia de la ciutat és una fàbrica química, l'OAO Zavoljski Khimítxeski Zavod Frunze, dedicada a colorants i pigments per a la indústria tèxtil, la producció de pintura i la impremta, productora també de químics d'ús domèstic. La ciutat és la terminal del tren de 32 km de mercaderies que connecta amb la línia Iaroslavl-Kostromà-Gàlitx per Pervuixino.